# Fotballklubben Mandalskameratene
Il Fotballklubben Mandalskameratene è una società calcistica norvegese con sede nella città di Mandal. Milita nella 3. divisjon, quarta divisione del campionato norvegese.

## Storia
Il club fu fondato il 1º luglio 1912, con il nome Alladin. Nel 1918, la società adottò l'attuale denominazione. I risultati della squadra negli anni furono variabili: il terzo turno nella Coppa di Norvegia 1964 resta il più recente successo. Negli anni ottanta, giocò nel quinto livello del sistema calcistico norvegese. Dopo un periodo di costante avanzamento, nel 2000 approdò nella 1. divisjon. Nel 2002 e nel 2006, il club si ritrovò però nella 2. divisjon. Nel 2009, la squadra retrocesse nella 3. divisjon, ma l'anno seguente raggiunse la promozione: vinse infatti lo spareggio contro lo Skarphedin.

## Palmarès

### Competizioni nazionali
- 2. divisjon: 3

2000 (gruppo 4), 2002 (gruppo 3), 2006 (gruppo 3)
- 3. divisjon: 1

1997

## Rose storiche
- 2007